# IRAS 18059-3211
IRAS 18059-3211, seinem Erscheinungsbild nach auch Gomez’s Hamburger, ist ein astronomisches Objekt 
im Sternbild Schütze. Er wurde 1985 von Arturo Gomez am Cerro Tololo Inter-American Observatory entdeckt und als planetarischer Nebel eingestuft. Seine Entfernung wurde auf 6500 Lichtjahre geschätzt. Neuere Ergebnisse deuten jedoch auf eine Verursachung des Erscheinungsbilds durch einen Stern mit protoplanetarer Scheibe und eine Entfernung von nur 900 Lichtjahre hin. Die Natur des Objekts ist jedoch noch nicht sicher geklärt.